# 扎戈里夫卡 (梅納區)
51°29′48″N 32°16′38″E / 51.49667°N 32.27722°E
扎戈里夫卡（烏克蘭語：Загорівка），是烏克蘭北部的村莊，隸屬切爾尼希夫州的科留基夫卡區。該村始建於1923年，面積0.46平方公里，海拔高度128米，2001年人口187，人口密度每平方公里406.52人。